# Hookeriopsis angustiretis
Hookeriopsis angustiretis är en bladmossart som beskrevs av Edwin Bunting Bartram 1946. Hookeriopsis angustiretis ingår i släktet Hookeriopsis och familjen Hookeriaceae. Inga underarter finns listade i Catalogue of Life.